# 李永江
李永江（1942年—），汉族，中华人民共和国政治人物、第十一届全国政协委员。
加入中国共产党，担任中国核工业集团公司核电秦山联营有限公司董事会顾问、原董事长。2008年，当选第十一届全国政协委员，代表经济界，分入第三十四组。